# 石沟驿窑址
石沟驿窑址，位于宁夏回族自治区银川市灵武市白土岗乡石沟驿，是中华人民共和国宁夏回族自治区文物保护单位之一。
2010年12月6日，授予宁夏回族自治区文物保护单位，是一座古遗址。